# Кук, Джордж Крэм
Джордж Крэм Кук или Джиг Кук (англ. George Cram Cook; 7 октября 1873 года — 14 января 1924 года) — американский театральный продюсер, режиссёр, драматург, писатель, поэт и профессор университета. Полагая, что его миссия — вдохновлять других, Кук возглавил театральную компанию «Провинстаун Плеер», обосновавшуюся на мысе Кейп-Коде в 1915 году. Этот творческий коллектив считался первой современной американской театральной компанией. За семь лет пребывания в группе Кук руководил постановкой почти ста новых пьес пятидесяти американских драматургов. Его особенно помнят за постановку первых пьес Юджина О’Нила, а также пьес жены, Сьюзен Гласпелл, и нескольких других известных авторов.
Преподавая английскую литературу в Университете Айовы с 1896 по 1899 год, Кук организовал то, что считается первым курсом творческого письма. После его ухода курс под названием «Создание стихов» был продолжен его коллегами. В 1950-х годах была открыта Мастерская писателей штата Айова .

## Биография
По собственным словам Кука, он вырос в Давенпорте. Его семья была одной из старейших и самых богатых в городе. Отец работал юристом корпоративного права, он поощрял образование сына. Мама прививала ему страсть к культуре и искусству. В 1893 году Кук получил степень бакалавра в Гарварде. Он продолжил обучение в Европе, поступив в 1894 году в Гейдельбергский университет, а через год — в Женевский университет.
После завершения университетских курсов Кук вернулся в Айову. Он преподавал английскую литературу и классику в Университете Айовы с 1895 по 1899 год. Здесь он создал курс творческого письма, который назвал «Создание стихов». В 1902 учебном году Кук стал профессором английского языка в Стэнфордском университете.
Кук опередил своё время: лишь в 1950-е годы Пол Энгл открыл признанный первым в мире писательский курс — Мастерскую писателей Айовы.
В Давенпорте Кук объединил молодых писателями в неофициальную Давенпортскую группу. В неё среди прочих вошла писательница Сьюзен Гласпелл, с которой, после развода со второй женой, он сочетался браком в 1913 году.
Чтобы избежать неодобрительных сплетен и стать частью художественного мира, Гласпелл и Кук переехали в Гринвич-Виллидж, богемный район Нью-Йорка. У них родились дочь Нилла и сын Харл. Летом 1915 года они отправились в Провинстаун (Массачусетс), как и многие другие писатели и художники из Гринвич-Виллидж. Здесь Кук стал одним из основателей театральной компании «Провинстаун Плейерс», что стало важным шагом в развитии американского театра. Группа ставила пьесы Кука и Гласпелл, а также первые пьесы Юджина О’Нила и Эдны Сент-Винсент Миллей. Кук руководил компанией до 1919 года, после чего взял отпуск. Хотя он вернулся в группу в 1920 году, внутренние распри и его собственное разочарование привели к тому, что он фактически отстранился от дел.

## Поздние годы
В 1922 году Кук и его семья переехали в Грецию. Они жили в Дельфах, где проводили лето, разбивая лагерь в еловых хижинах высоко над деревней на горе Парнас. В 1924 году он заразился сапом от своей собаки и умер. Некролог Кука был опубликован на первой полосе New York Times.
Джордж Крам Кук был похоронен в Дельфах на небольшом кладбище в нескольких сотнях футов от руин знаменитого храма Аполлона. Местные жители настолько любили Кука, что греческое правительство разрешило использовать камень из фундамента храма в качестве надгробия. Через несколько лет здесь же была похоронена его дочь, Нилла Крэм Кук.

## Избранные произведения
Пьесы
- 1915 — Change Your Style.
- 1917 — Suppressed Desires, совместно с Сьюзен Гласпелл.
- 1921 — The Spring.
- 1925 — Tickless Time; совместно с Сьюзен Гласпелл.
- 1926 — The Athenian Women.

Романы
- 1903 — Roderick Taliaferro: A Story of Maximilian’s Empire.
- 1911 — The Chasm.

Поэзия
- 1925 — Greek Coins; опубликовано посмертно с эссе Флойда Делла, Эдны Китон и Сьюзен Гласпелл.

Публицистика
- 1899 — Company B of Davenport.